# Оук Гроув (Минесота)
Оук Гроув (енгл. Oak Grove) град је у америчкој савезној држави Минесота.

## Демографија
По попису из 2010. године број становника је 8.031, што је 1.128 (16,3%) становника више него 2000. године.
| Група             | 2000.         | 2010.         |
| Белци             | 6.687 (96,9%) | 7.633 (95,0%) |
| Афроамериканци    | 35 (0,5%)     | 40 (0,5%)     |
| Азијати           | 33 (0,5%)     | 150 (1,9%)    |
| Хиспаноамериканци | 41 (0,6%)     | 94 (1,2%)     |
| Укупно            | 6.903         | 8.031         |